# 駅弁体位
駅弁体位（えきべんたいい）とは、 顔を正面に向けた直立姿勢で、駅弁と同じように腕で相手を担ぐ。

## 概要
対面立位のうち、前述した四十八手の「櫓立ち」については、村西とおるやチョコボール向井らが「駅弁」という呼称で広めた。
アダルトビデオ (AV) などでは立位で結合したまま歩行、あるいは走行することにより、その運動を性器のピストン運動に代える行為を行うことがある。この体位は女性が快感を得にくいことに加え、男性側に強靱な筋力が要求され、また膣外射精が困難である。そのため、AV好きの男性が憧れる体位ではあるものの、あまり推奨はされていない。

### 名称の由来

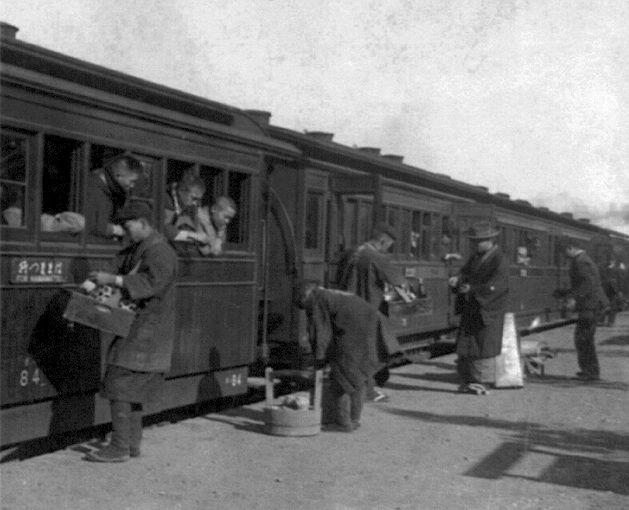
駅弁販売員の販売の様子が由来

この「駅弁」という名称は、弁当そのものではなく駅弁の販売形態に由来する。かつて日本の主要な鉄道駅では、販売員が弁当を乗せた首掛け容器を抱えてホームを歩きながら販売（立ち売り）しており、この様子になぞらえたものである。
窓が開かない車両が大半を占めるようになる1980年代までに駅弁の立ち売りが衰退し、平成最末期以降になると前述の光景は目にする事が無いに等しい程の稀有な物となっている（『駅弁』も参照）。このため現代の日本人には体位と駅弁との関係が理解し辛くなっている。